# Neoplan N 416
Der Auwärter Neoplan N 416 war ein Linienbus der zweiten Generation der VÖV-Standard-Linienbusse, der von 1982 bis 1992 von der Gottlob Auwärter Karosserie- und Fahrzeugbau GmbH & Co. KG in Stuttgart-Möhringen angeboten wurde.

## Hintergrund
In den 1970er Jahren entwickelten die Hamburger-Hochbahn-Tochterunternehmen Hamburg Consult und Fahrzeugwerkstätten Falkenried (FFG) in Hamburg den Nachfolger des ersten VÖV-Standard-Linienbusses und des ersten Standard-Überland-Linienbusses (StÜLB). Die FFG bauten auch die Prototypen (Urbanbus, VÖV II, S 80 sowie Ü 80). Ein Schwerpunkt war, die Höhe des Fahrzeugbodens zu senken, was hier mit dem Einsatz kleinerer Räder gelang. Die nach den entwickelten Richtlinien gebauten Vorserienfahrzeuge S 80 (Stadtbus) sowie Ü 80 (Überlandbus) der Wettbewerber MAN, Daimler-Benz, Magirus-Deutz und Kässbohrer Setra wurden bei verschiedenen Verkehrsunternehmen getestet. Ende der 1970er Jahre wurde vom Verband Öffentlicher Verkehrsbetriebe (VÖV) ein Lastenheft für den Standard-Linienbus der zweiten Generation vorgestellt. Die Busse sollten – wie bereits die Vorgänger der ersten Generation – in Abmessungen, Türanordnung, Fahrerplatzgestaltung etc. weitgehend vereinheitlicht sein.
Der Bushersteller Auwärter Neoplan, bisher hauptsächlich im Bereich der Reisebusse tätig, beteiligte sich nun als einer von zunächst fünf deutschen Herstellern an dem Projekt. Wenn auch bisher keine großen Stückzahlen produziert worden waren, so verfügte man dort dennoch über Erfahrungen auch im Bau von Linienfahrzeugen, etwa mit dem ersten deutschen in Serie gefertigten Niederflurbus Neoplan N 814, sowie den Vorgänger-Hochflur-Linienbussen N 416 Solobus und N 420 Gelenkbus.

## Geschichte
Neoplan konnte im Jahr 1980 die ersten S-80- bzw. Ü-80-Fahrzeuge vorstellen und an erste Verkehrsbetriebe übergeben. Im Jahr 1982 erfolgte der Serienanlauf unter der Bezeichnung N 416 SL für den Stadtlinienbus bzw. N 416 SÜ für den Überlandtyp. Damit lag Neoplan zeitlich vor den großen Konkurrenten Daimler-Benz und MAN. Magirus-Deutz hatte die Busproduktion 1982 in Deutschland ganz aufgegeben, Kässbohrer Setra die Teilnahme am Standard-II-Bus nach einer kleinen Serie von Versuchsfahrzeugen abgebrochen.
Kleinere Korrekturen am Neoplan N 416 SL erfolgten noch bis 1985, dann war die endgültige Form gefunden. Als Triebwerke wurden zunächst luftgekühlte Dieselmotoren von Deutz sowie wassergekühlte Maschinen von DAF verwendet, da die ursprünglich vorgesehenen Mercedes-Benz- und MAN-Motoren aufgrund eines Boykottes dieser Hersteller, die eine Beteiligung von Neoplan am Standard-II-Linienbus nicht wünschten, nicht zur Verfügung standen. Dieser Boykott wurde jedoch später aufgegeben. Versuchsweise wurde auch ein Doppeldeckerbus auf N-416-Basis gebaut sowie einige Gelenkbusse des Typs N 421 SG. Vom Verkaufserfolg her landete Neoplan summa summarum nur auf dem dritten Platz, weit hinter den großen Konkurrenten Daimler-Benz und MAN. Dennoch war der Typ N 416 SL ein Erfolg, war man doch jetzt immerhin im Linienbusbereich eine ernstzunehmende Größe.
Der Neoplan N 416 SL war auch die Ausgangsbasis für die ab 1988/1989 in Serie gefertigten Niederflurmodelle N 4014, 4015, 4016 und 4021 NF, die zunächst große Teile des Wagenkastens und auch die Frontgestaltung übernahmen. In größeren Stückzahlen anzutreffen waren der Neoplan N 416 SL und seine Derivate in München, Kölner Verkehrs-Betriebe und im nördlichen Ruhrgebiet (Vestische Straßenbahnen), daneben in kleinerer Stückzahl in Berlin und Bochum sowie anfänglich bei der Deutschen Bundesbahn. Heute sind die Neoplan N 416 SL aus den Fuhrparks der öffentlichen Verkehrsbetriebe weitestgehend verschwunden, einige Exemplare befinden sich noch bei privaten Busunternehmen im Einsatz.